# Bucephala ossivallis
Bucephala ossivallis är en utdöd fågel i familjen änder inom ordningen andfåglar. Den beskrevs 1955 utifrån fossila lämningar från miocen funna i Florida, USA.